# 와다 나오코
와다 나오코(일본어: 和田 奈央子, 1993년 5월 24일 ~ )는 일본의 여자 축구 선수이다.

## 구단 경력
나데시코 리그의 우라와 레즈, 노지마 스텔라 가나가와 사가미하라에서 활동했다.

## 국가대표팀 경력
그녀는 2010년 FIFA U-17 여자 월드컵에 참가할 일본 U-17 국가대표팀에 발탁되었으며, 6경기에 출전, 준우승에 기여했다. 2012년 FIFA U-20 여자 월드컵에도 출전, 3위.